# Клаудија Дурастанти
Клаудија Дурастанти (енгл. Claudia Durastanti, рођена 8. јуна 1984, Бруклин) је италијанска књижевница и преводилац.
Ушла је у ужи избор за награду Strega 2019. и награду Viareggio са књигом La Straniera (Странкиња, 2019). Књига је преведена на двадесет и један језик и адаптира се у ТВ серију.
Дипломирала је културну антропологију на Универзитету Сапијенца у Риму. Њен рад објављују часописи "Grant", "Los Angeles Review of Books" и "The Serving Library".
Чланица је одбора Међународног сајма књига у Торину и суоснивач италијанског фестивала књижевности у Лондону. 
Превела је дела Џошуе Коена и Доне Харавеј, као и књигу Оушна Вуонга На Земљи смо укратко предивни и Велики Гетсби Ф. Скота Фицџералда.
Пише музичку колумну за Интерназионале и ради као кустос за феминистички импресум La Tartaruga, који је основала Laura Lepetit 1975. године.